# Kensei Hontō
Le Kensei Hontō (憲政本党, Littéralement Parti constitutionnel authentique) est un parti politique japonais créé en novembre 1898 d'une scission du Kenseitō et dissous en mars 1910 pour former avec d'autres partis le Rikken Kokumintō.

## Référence
1. ↑  « Kensei-tō », Dictionnaire historique du Japon, no 12 (K),‎ 1986, p. 65 (lire en ligne, consulté le 17 novembre 2023).